# Japsand
Japsand (sjældent Jabsand, på nordfrisisk Japsöön) er et nordfrisisk højsand (en sandbanke), beliggende cirka 2 kilometer vest for halligen Hoge og 5,6 km sydvest for haligen Langenæs. Jap (Jab) støder i nord og nordvest mod de to søgat (tidevandsrender) Smaldybet og Sønderåen. Længere mod vest lå tidligere sandbanken Søsand. Mod øst går Jab over i vaderne omkring halligen Hoge (med grunden Knudshjørne). Sandbanken måler 3 km i nord-syd retning og 2 km i øst-vest retning. Dens højeste punkt ligger kun 1 meter over havet. Japsand bevæger sig som andre sandbanke langsomt ind imod kysten. Ifølge computermodeller er sandbanken om cirka 50 år smeltet sammen med Nørreogsand.
Japsand er en del af Nationalpark Schleswig-Holsteinisches Wattenmeer og størstedelen af sandbanken ligger i nationalparkens beskyttelseszone 1 og må ikke betrædes. Kun sandbankens nordspids er åben for besøgende, som deltager i vadevandringer fra Hoge.